# Sky High (film 1922)
Sky High – amerykański film niemy z 1922 roku, w reżyserii Lynn Reynolds.

## Opis fabuły
Historia rządowego agenta prowadzącego dochodzenie w sprawie gangu przemycającego chińskich imigrantów, między granicą amerykańsko-meksykańską.

## Wyróżnienia

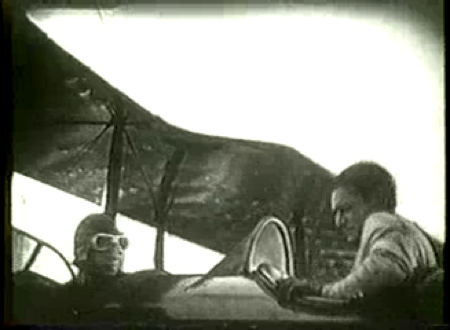
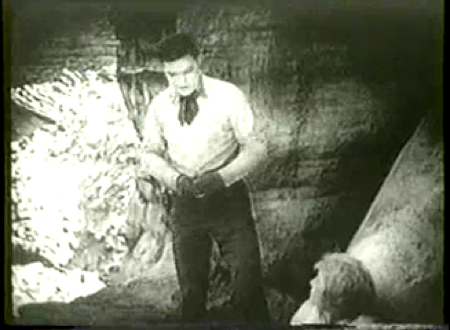

| Rok wpisania | National Film Registry |
| ------------ | --- |
| 1998         | Lista filmów budujących dziedzictwo kulturalne USA utworzona przez National Film Preservation Board i przechowywana w Bibliotece Kongresu Stanów Zjednoczonych |

Zdjęcia filmowe